# Ostzonenmeisterschaft 1948
El Ostzonenmeisterschaft 1948 (en español: Campeonato de la Zona Oriental) fue el primer campeonato de lo que más tarde sería la Alemania Democrática.
El campeón de la Ostzone debía participar en el Campeonato Alemán 1948, jugando contra el FC Núremberg en Stuttgart, pero al SG Planitz no se le permitió viajar por razones políticas.

## Fase final

### Ronda preliminar
| Sportfreunde Burg | 1 – 0 | SG Sömmerda |

| Meeraner SV | 3 – 1 | SG Babelsberg |

### Cuartos de final
| Meeraner SV | 2 – 1 t.s. | Sportfreunde Burg |

| SG Schwerin | 1 – 3 | SG Planitz |

| SG Cottbus-Ost | 0 – 1 t.s. | SG Weimar-Ost |

| ZSG Freiimfelde Halle | 3 – 1 | SG Wismar-Süd |

### Semifinales
| ZSG Freiimfelde Halle | 5 – 2 | SG Meerane |

| SG Planitz | 5 – 0 | SG Weimar-Ost |

### Final
| SG Planitz | 1 – 0 | ZSG Freiimfelde Halle |